# Antonio Tartaglia
Antonio Tartaglia (Casalbordino, 13 gennaio 1968) è un ex bobbista italiano.

## Biografia
Ha partecipato a quattro olimpiadi invernali vincendo la medaglia d'oro nel bob a due a Nagano 1998 in coppia con Günther Huber. Vanta inoltre una medaglia d'argento, sempre con Huber, ai mondiali di Sankt Moritz 2007 e tre, di cui due d'oro, agli europei.
Per quanto riguarda i campionati italiani vinse sei edizioni nel bob a due dal 1992 al 2001 con Günther Huber una nel bob a quattro.
È stato responsabile della preparazione atletica e coordinatore per la coppa del mondo maschile della Nazionale italiana di bob per poi passare a svolgere le stesse mansioni per la squadra nazionale italiana di slittino all'avvio della stagione 2016/17.

## Palmarès

### Olimpiadi
- 1 medaglia:
  - 1 oro (bob a due a Nagano 1998).

### Mondiali
- 1 medaglia:
  - 1 argento (bob a due a Sankt Moritz 2007).

### Europei
- 3 medaglie:
  - 2 ori (bob a quattro a La Plagne 1994; bob a due a Königssee 1997);
  - 1 bronzo (bob a due a Igls 1998).

### Campionati italiani
- 8 medaglie:
  - 7 ori (bob a due nel 1992, 1995, 1997, 1998 e 2000; bob a due, bob quattro nel 2001);
  - 1 argento (bob a due nel 2004);